# New Alphabet
New Alphabet is een geometrisch lettertype ontworpen door Wim Crouwel, gepresenteerd in oktober 1967.

## Ontstaansgeschiedenis
New Alphabet is een persoonlijk, experimenteel project van Crouwel. De letter omarmt de beperkingen van de kathodestraalbuis-technologie, dat werd gebruikt in het fotozet-procedé, en bestaat zodoende alleen uit horizontalen en verticalen. Klassieke letters hebben vaak te lijden onder deze beperkingen. 
Crouwel wilde een letter ontwerpen voor de moderne technieken. Gezien het feit dat de letters alleen uit horizontalen en verticalen bestaan, zijn sommige letters zeer onconventioneel, andere vrijwel onherkenbaar. Het letterontwerp werd hierdoor dan ook met gemengde gevoelens ontvangen. De meeste letters zijn gebaseerd op een rechthoekig grid van 5 bij 9 units, met op 45 graden afgeronde hoekjes. 
Er wordt geen onderscheid gemaakt tussen onderkast en kapitalen. Veel vakgenoten vonden het letterontwerp te ver gaan, en hierdoor ontstond er een levendig debat over in o.a. de vakliteratuur. Het experimentele karakter van het ontwerp had mede als doel om een dergelijk debat op gang te brengen.

## Digitale New Alphabet
De digitale versie van New Alphabet is rond 1996 gedigitaliseerd door Freda Sack en David Quay van The Foundry in Londen. Het is onderdeel van de Architype 3 Crouwel-collectie, en het bestaat uit drie verschillende gewichten. Andere letters van Crouwel in die collectie zijn Architype Gridnik, Architype Fodor, Architype Stedelijk en Architype Catalogue.

## Andere letters van Wim Crouwel
- Fodor
- Gridnik